# Croton macrobothrys
Espèce
Croton macrobothrys est une espèce de plantes à fleurs du genre Croton et de la famille Euphorbiaceae présente au Brésil (Rio de Janeiro).
Il a pour synonymes :
- Croton macrobothrys var. microbotrys, Glaz.
- Croton vauthieri, Müll.Arg.
- Oxydectes macrobothrys, (Baill.) Kuntze